# Cartoon Brew
Cartoon Brew — новинний вебсайт про анімацію, створений Амідом Аміді та істориком анімації Джеррі Беком, який було запущено 15 березня 2004 року.

## Cartoon Dump
Сайтом також створено «Cartoon Dump», щотижневий подкаст про погано зроблені телевізійні мультфільми за участю Френка Конніффа з «Mystery Science Theater 3000».

## Cartoon Research
Бек покинув сайт у лютому 2013 року і почав писати для свого першого блогу «Cartoon Research».

## Сприйняття
На сайті публікуються новини, коментарі та огляди, що стосуються анімаційної індустрії. Comics Beat назвав його «найважливішим блогом про мультфільми», а аніматор Френсіс Ґлебас назвав його «місцем, куди можна зайти за останніми новинами про анімацію».